# Karl von Terzaghi
Karl von Terzaghi (Praga, 2 ottobre 1883 – Winchester, 25 ottobre 1963) è stato un ingegnere civile austriaco, comunemente considerato il padre della geotecnica.

## Biografia
Karl Anton Terzaghi Edler von Pontenuovo, discendeva da un'antica famiglia austriaca  di origine italiana con una lunga tradizione militare. Suo padre Anton era un tenente colonnello nell'esercito imperiale mentre sua madre era Amalia Eberle. Ha studiato ingegneria all'Università tecnica di Graz per poi prediligere l'ingegneria civile e geotecnica. 
Nel 1904 si laurea ed ha lavorato nel 1906 come ingegnere, prima presso una ditta costruzione di Vienna in una ditta specializzata nelle  centrali idroelettriche.
Dal 1925 al 1929 lavorò al MIT, dove diede inizio al primo programma statunitense sulla meccanica dei terreni, e ottenne che questa scienza si convertisse in una branca importante dell'Ingegneria Civile.
Nel 1938 passò all'Università Harvard dove sviluppò ed espose il suo corso sulla geologia applicata all'ingegneria, ritirandosi dall'attività di professore nel 1953 all'età di 70 anni. Prese la cittadinanza statunitense nel 1943.
Il suo libro Soil Mechanics in Engineering Practice, scritto in collaborazione con Ralph B. Peck, è di consultazione obbligata per i professionisti dell'ingegneria geotecnica. È considerato tra i migliori ingegneri civili del XX secolo.
Il suo Principio delle Tensioni Efficaci rappresenta la base fondante della moderna Meccanica dei Terreni.

## Scritti
- K. Terzaghi, F.E. Richart, Stresses in rock about cavities. Géotechnique, Vol.3,  pp.57-90, 1952. Testo di riferimento per problemi di stabilità di fori e perforazioni nel sottosuolo.